# اچ‌ام‌اس ترور
اچ‌ام‌اس ترور ممکن است به یکی از موارد زیر اشاره داشته باشد:
- اچ‌ام‌اس ترور (آی۰۳)
- اچ‌ام‌اس ترور (۱۸۱۳)